# YBC柏
YBC柏（ワイビーシーかしわ）は、千葉県柏市に本拠地を置き、日本野球連盟に加盟している社会人野球のクラブチームである。

## 歴史
2004年から社会人野球のクラブチームである西多摩倶楽部（東京都あきる野市）で監督を行なっていた元プロ野球選手の谷沢健一が、2005年9月に地元である千葉県柏市にNPO法人「谷沢野球コミュニティ千葉」を創設。そのクラブチームとして、同年12月に『YBCフェニーズ』が結成され、12月25日に初練習を行なって活動を開始、翌2006年2月14日付けで日本野球連盟に新規登録された。
チーム名の「YBC」は「Yazawa Baseball Community」の略であり、「フェニーズ」はプロ選手時代の谷沢に冠せられた「不死鳥」を英語にし「フェニックス」として付けたかったが、既に同名のチームがあったためフェニックスの子供の意味という造語のフェニーズを付けた。
2014年から、チーム名を『YBC柏』に改称した。同年は、主戦ピッチャー田山豊の加入で戦力が大幅にアップし、第85回都市対抗野球大会の南関東2次予選では、敗者復活1回戦で日本通運相手に9回終了時で0-0と互角の試合を展開する活躍を見せた。また、同年の第39回全日本クラブ野球選手権大会に初出場すると、1回戦で千曲川硬式野球クラブ、2回戦で前回大会覇者の和歌山箕島球友会に勝利し、ベスト4入りを果たした。以降は、南関東地区でも企業チームを脅かす実力を有するクラブチームとなっており、第91回都市対抗野球大会予選では、南関東大会・第三代表決定戦まで進み、初出場まであと一歩に迫った。

## 設立・沿革
- 2005年 - 柏市に「谷沢野球コミュニティ千葉」を設立、2度のセレクションを実施。
- 2006年 - 『YBCフェニーズ』として創部、日本野球連盟に加盟。
- 2007年 - クラブ選手権千葉県予選を勝ち抜いて南関東大会に進出し、準決勝で敗退。
- 2008年 - クラブ選手権千葉県予選2位通過、南関東大会では代表決定戦で敗れる。
- 2014年 - チーム名を『YBC柏』に改称、全日本クラブ野球選手権大会に初出場（4強）。

## 主な大会の出場、優勝歴
- 全日本クラブ野球選手権大会：出場3回、4強1回（2014年、2016年、2019年）
- ナショナルクラブベースボールシリーズ：出場2回（2008年、2012年）
- JABA一関市長旗争奪クラブ野球大会：優勝1回（2013年）

## 元プロ野球選手の競技者登録
- 谷沢健一（元：中日ドラゴンズ） - 総監督
- 片山文男（元：ヤクルトスワローズ） - 投手（2007年頃）

## かつて在籍していた選手
- 田久保賢植 - 関西独立リーグ・コリア・ヘチへ移籍。